# 血紫質
血紫質（Hematoporphyrin）又稱血卟啉，是由血红蛋白酸水解後產生的内源卟啉。是原紫質IX的衍生物，其中二個乙烯基已氫化（轉換為乙醇）。血紫質是深紫色固體，應用時常會配置成溶液。Nencki及Zaleski在1900年確定其化學結構。
血紫質可以用作光動力療法的光敏劑。血紫質乙醯化後的產物再水解，可以得到稱為血紫質衍生物（hematoporphyrin derivative，簡稱HPD）的物質，也用在光動力療法中。
自1920年代起，血紫質就已用作抗精神病药及抗抑郁药。